# Hugh Cecil, I barone Quickswood
Hugh Cecil, nome completo Hugh Richard Heathcote (Gascoyne-)Cecil, I barone di Quickswood (14 ottobre 1869 – 10 dicembre 1956), è stato un politico britannico.

## Biografia

### Infanzia
Hugh Cecil era il figlio minore del terzo marchese di Salisbury (tre volte primo ministro alla fine del 1800) e cugino del ministro degli Esteri Arthur Balfour. 

### Carriera politica
Studiò ad Eton e all'Università di Oxford ed entrò alla Camera dei Comuni nel 1895, dopo essere stato eletto nel collegio di Greenwich che rappresentò fino al 1906. Nel 1910 venne nuovamente eletto, stavolta nel collegio di Oxford University che rappresentò per 26 anni (con una sola breve pausa durante la prima guerra mondiale quando combatté col grado di tenente nei Royal Flying Corps). 
Cecil (soprannominato Linky dai suoi amici) fu – assieme a F.E. Smith, Arthur Stanley, Ian Malcolm, e, fino al 1904, Winston Churchill – il leader di un gruppo di parlamentari conservatori critici nei confronti della leadership del partito: i cosiddetti Hughligans. 
Nel 1908 fece da testimone alle nozze di Winston Churchill. 

### Morte
Morì nel 1956 senza essere mai sposato.

## Ascendenza
|                                                  |                 |                           | Genitori                             |  |  | Nonni |  |  | Bisnonni                             |  |  | Trisnonni                          |  |
|                                                  |                 |                           |                                      |  |  |       |  |  | James Cecil, I marchese di Salisbury |  |  | James Cecil, VI conte di Salisbury |  |
|                                                  |                 |                           |                                      |  |  |       |  |  | James Cecil, I marchese di Salisbury |  |  | James Cecil, VI conte di Salisbury |  |
|                                                  |                 | Elizabeth Keet            |                                      |  |  |       |  |  | James Cecil, I marchese di Salisbury |  |  |                                    |  |
| James Gascoyne-Cecil, II marchese di Salisbury   |                 |                           |                                      |  |  |       |  |  | James Cecil, I marchese di Salisbury |  |  |                                    |  |
|                                                  |                 | Mary Emily Hill           | Wills Hill, I marchese del Downshire |  |  |       |  |  |                                      |  |  |                                    |  |
|                                                  |                 | Mary Emily Hill           | Wills Hill, I marchese del Downshire |  |  |       |  |  |                                      |  |  |                                    |  |
|                                                  |                 | Mary Emily Hill           | Margaretta FitzGerald                |  |  |       |  |  |                                      |  |  |                                    |  |
| Robert Gascoyne-Cecil, III marchese di Salisbury |                 | Mary Emily Hill           |                                      |  |  |       |  |  |                                      |  |  |                                    |  |
|                                                  |                 | Bamber Gascoyne           | Bamber Gascoyne                      |  |  |       |  |  |                                      |  |  |                                    |  |
|                                                  |                 | Bamber Gascoyne           | Bamber Gascoyne                      |  |  |       |  |  |                                      |  |  |                                    |  |
|                                                  |                 | Bamber Gascoyne           | Mary Greene                          |  |  |       |  |  |                                      |  |  |                                    |  |
| Frances Gascoyne                                 |                 | Bamber Gascoyne           |                                      |  |  |       |  |  |                                      |  |  |                                    |  |
|                                                  |                 | Sarah Price               | Chase Price                          |  |  |       |  |  |                                      |  |  |                                    |  |
|                                                  |                 | Sarah Price               | Chase Price                          |  |  |       |  |  |                                      |  |  |                                    |  |
|                                                  |                 | Sarah Price               | Susan Glanvile                       |  |  |       |  |  |                                      |  |  |                                    |  |
| Hugh Cecil, I barone Quickswood                  |                 | Sarah Price               |                                      |  |  |       |  |  |                                      |  |  |                                    |  |
|                                                  | Robert Alderson | James Alderson            |                                      |  |  |       |  |  |                                      |  |  |                                    |  |
|                                                  | Robert Alderson | James Alderson            |                                      |  |  |       |  |  |                                      |  |  |                                    |  |
|                                                  | Robert Alderson | Judith Mewse              |                                      |  |  |       |  |  |                                      |  |  |                                    |  |
| Edward Hall Alderson, barone Alderson            | Robert Alderson |                           |                                      |  |  |       |  |  |                                      |  |  |                                    |  |
|                                                  |                 | Elizabeth Hurry           | Samuel Hurry                         |  |  |       |  |  |                                      |  |  |                                    |  |
|                                                  |                 | Elizabeth Hurry           | Samuel Hurry                         |  |  |       |  |  |                                      |  |  |                                    |  |
|                                                  |                 | Elizabeth Hurry           | Isabella Hall                        |  |  |       |  |  |                                      |  |  |                                    |  |
| Georgina Alderson                                |                 | Elizabeth Hurry           |                                      |  |  |       |  |  |                                      |  |  |                                    |  |
|                                                  |                 | Edward Drewe              | Francis Drewe                        |  |  |       |  |  |                                      |  |  |                                    |  |
|                                                  |                 | Edward Drewe              | Francis Drewe                        |  |  |       |  |  |                                      |  |  |                                    |  |
|                                                  |                 | Edward Drewe              | Caroline Allen                       |  |  |       |  |  |                                      |  |  |                                    |  |
| Georgina Drewe                                   |                 | Edward Drewe              |                                      |  |  |       |  |  |                                      |  |  |                                    |  |
|                                                  |                 | Antionette Caroline Allen | John Bartlett Allen                  |  |  |       |  |  |                                      |  |  |                                    |  |
|                                                  |                 | Antionette Caroline Allen | John Bartlett Allen                  |  |  |       |  |  |                                      |  |  |                                    |  |
|                                                  |                 | Antionette Caroline Allen | Elizabeth Hensleigh                  |  |  |       |  |  |                                      |  |  |                                    |  |
|                                                  |                 | Antionette Caroline Allen |                                      |  |  |       |  |  |                                      |  |  |                                    |  |